# SLC5A4
El cotransportador de baja afinidad sodio-glucosa también conocido como cotransportador sodio/glucosa tres (SGLT3) o  miembro cuarto de la familia cinco de transportadores de solutos  (SLC5A4) es una proteína que en los humanos está codificada en el gen SLC5A4.